# 오가타촌 (이바라키현)
오가타촌(大形村)은 이바라키현 오카다군·유키군에 일찍이 존재했던. 촌이다.

## 지리
- 현재 시모쓰마시의 남서부, 옛 치요가와 마을 서부에 위치한다.
- 촌 지역은 고원과 평지가 뒤섞인 골짜기가 많은 지형이다.
- 촌은 기누가와 강 서안에 위치한다.

## 역사
- 1889년 4월 1일 - 정촌제 시행에 의해 오카다군 오가타촌이 성립하였다.
- 1896년 4월 1일 - 유키군이 성립하여, 오가타촌은 유키군에 속하게 되었다.
- 1955년 1월 1일 - 소도촌, 고카이촌과 합병해 지요카와촌이 성립하여, 동일 오가타촌은 폐지되었다.

## 인구
| 1891년 | 2,011 |
| 1920년 | 2,329 |
| 1935년 | 2,568 |
| 1950년 | 3,488 |
| 1953년 | 3,495 |

## 참고문헌
- 角川日本地名大辞典編纂委員会『가도카와 일본 지명 대사전 8 茨城県』、가도카와 쇼텐、1983年 ISBN 4040010809
- 日本加除出版株式会社編集部『全国市町村名変遷総覧』、日本加除出版、2006年、ISBN 4817813180